# Panthera toscana
Il leone toscano o giaguaro toscano (Panthera toscana) fu un felino preistorico del Villafranchiano dell'Italia. Nonostante la sua classificazione originaria, oggi Panthera toscana viene spesso riconosciuta come una forma primitiva ed un sinonimo di Panthera gombaszoegensis.